# Eleição municipal de Londrina em 2008
A eleição municipal da cidade brasileira de Londrina em 2008 ocorreu em 5 de outubro de 2008. O prefeito era Nedson Luiz Micheleti, do PT, que terminaria seu mandato em 1 de janeiro de 2009. Antonio Belinati, do PP, foi eleito prefeito de Londrina no segundo turno. Dois dias após a vitória de Belinati, o mesmo teve sua candidatura impugnada pelo Tribunal Superior Eleitoral por 5 votos a 2 no Recurso Especial 31942 entre os ministros da corte superior que aceitaram o voto divergente do Presidente Carlos Ayres Brito (votaram com ele Joaquim Barbosa, Ricardo Lewandowski, Fernando Gonçalves e Aldir Passarinho Junior e vencidos os ministros Marcelo Ribeiro - que o havia liberado parra concorrer em setembro e era o relator favorável - e Arnaldo Versiani), tendo seus votos considerados anulados. O presidente da Câmara Municipal de Londrina, José Roque Neto tomou posse a partir de 2 de janeiro de 2009 como prefeito interino no periodo até as eleições a serem definidas pelo TRE para escolha do novo prefeito. Foi convocada uma nova eleição suplementar em março para um 'terceiro turno' entre o segundo colocado Luiz Carlos Hauly e o terceiro colocado Barbosa Neto, tendo este recebido o apoio do novamente cassado Antonio Belinati do PP (com apoio do deputado federal Ricardo Barros) e do Partido dos Trabalhadores- PT, além do deputado federal Ratinho Junior, que indicou pelo PSC o candidato a vice Joaquim Ribeiro. Barbosa Neto venceu o candidato tucano Luiz Carlos Hauly mas foi cassado pela Câmara Municipal de Londrina em 2012 e o seu vice prefeito empossado no cargo, Joaquim Ribeiro, logo renunciaria após ser preso por corrupção. O vereador Gerson Araújo do PSDB, como Presidente da Câmara Municipal termina o mandato em 2012 e faz a transmissão do cargo ao prefeito eleito Alexandre Kireeff - PSD.

## Candidatos
|  | Nº | Candidato(a) a prefeito | Candidato(a) a prefeito                             | Candidato(a) a vice-prefeito | Candidato(a) a vice-prefeito                                  | Coligação |
|  | -- | ----------------------- | --------------------------------------------------- | ---------------------------- | ------------------------------------------------------------- | --- |
|  | 11 |                         | Antonio Belinati (PP) Antonio Casemiro Belinati     |                              | Fernando Nicolau (PP) Fernando Marcos Alves de Moraes Nicolau | A Volta do Povo a Prefeitura - Partido Progressista (PP) - Partido Republicano Brasileiro (PRB) |
|  | 12 |                         | Barbosa Neto (PDT) Homero Barbosa Neto              |                              | Joaquim Ribeiro (PSC) José Joaquim Martins Ribeiro            | É Preciso Mudar Londrina - Partido Democrático Trabalhista (PDT) - Partido Social Cristão (PSC) - Partido Trabalhista Brasileiro (PTB) - Partido Popular Socialista (PPS) - Partido da Mobilização Nacional (PMN) - Partido Socialista Brasileiro (PSB)                                      |
|  | 13 |                         | André Vargas (PT) André Luís Vargas Ilário          |                              | Cezar Bueno (PCdoB) Cezar Bueno de Lima                       | Pra Frente Londrina - Partido dos Trabalhadores (PT) - Partido Comunista do Brasil (PCdoB) - Partido Humanista da Solidariedade (PHS) - Partido Renovador Trabalhista Brasileiro (PRTB) - Partido Trabalhista Nacional (PTN) - Partido Trabalhista Cristão (PTC) - Partido da República (PR) |
|  | 15 |                         | Luiz Eduardo Cheida (PMDB) Luiz Eduardo Cheida      |                              | Maria Lúcia (PMDB) Maria Lúcia Ferreira Barbosa               | Sem coligação - Partido do Movimento Democrático Brasileiro (PMDB) |
|  | 21 |                         | Amadeu Felipe (PCB) Amadeu Felipe da Luz Ferreira   |                              | Fábio Gonçalves (PCB) Fábio Gonçalves dos Anjos               | Sem coligação - Partido Comunista Brasileiro (PCB) |
|  | 43 |                         | Marcos Colli (PV) Marcos Rogério Lobo Colli         |                              | Fran (PV) Francisca Soares da Silva                           | Sem coligação - Partido Verde (PV) |
|  | 45 |                         | Luiz Carlos Hauly (PSDB) Luiz Carlos Jorge Hauli    |                              | Celso Marconi (DEM) Celso Antonio Marconi                     | Sem identificação - Partido da Social Democracia Brasileira (PSDB) - Democratas (DEM) - Partido da Social Democrata Cristão (PSDC) - Partido Republicano Progressista (PRP) - Partido Social Liberal (PSL)                                                                                   |
|  | 50 |                         | Dr. Vilson Machado (PSOL) Vilson Machado dos Santos |                              | Wilson Trindade (PSOL) Wilson Oliveira Trindade               | Sem coligação - Partido Socialismo e Liberdade (PSOL) |
|  | 70 |                         | Marcelo Urbaneja (PTdoB) Marcelo de Lima Urbaneja   |                              | Eneias de Oliveira (PTdoB) Eneias de Oliveira César           | Sem coligação - Partido Trabalhista do Brasil (PTdoB) |

## Resultados da eleição

### Prefeito
| Candidato(a)               | Vice                       | 1º Turno 5 de outubro de 2008 | 1º Turno 5 de outubro de 2008 | 2º Turno 26 de outubro de 2008 | 2º Turno 26 de outubro de 2008 |
| Candidato(a)               | Vice                       | Votação                       | Votação                       | Votação                        | Votação                        |
| Candidato(a)               | Vice                       | Total                         | Porcentagem                   | Total                          | Porcentagem                    |
| -------------------------- | -------------------------- | ----------------------------- | ----------------------------- | ------------------------------ | ------------------------------ |
| Antonio Belinati (PP)      | Fernando Nicolau (PP)      | 98.432                        | 36,38%                        | 138.926                        | 51,73%                         |
| Luiz Carlos Hauly (PSDB)   | Celso Marconi (DEM)        | 63.891                        | 23,61%                        | 129.625                        | 48,27%                         |
| Barbosa Neto (PDT)         | Joaquim Ribeiro (PSC)      | 62.020                        | 22,92%                        | Não participaram               | Não participaram               |
| Luiz Eduardo Cheida (PMDB) | Maria Lúcia (PMDB)         | 24.564                        | 9,08%                         | Não participaram               | Não participaram               |
| André Vargas (PT)          | Cezar Bueno (PCdoB)        | 14.506                        | 5,36%                         | Não participaram               | Não participaram               |
| Marcos Colli (PV)          | Fran (PV)                  | 3.371                         | 1,25%                         | Não participaram               | Não participaram               |
| Dr. Vilson Machado (PSOL)  | Wilson Trindade (PSOL)     | 1.490                         | 0,55%                         | Não participaram               | Não participaram               |
| Marcelo Urbaneja (PTdoB)   | Eneias de Oliveira (PTdoB) | 1.235                         | 0,46%                         | Não participaram               | Não participaram               |
| Amadeu Felipe (PCB)        | Fábio Gonçalves (PCB)      | 1.071                         | 0,40%                         | Não participaram               | Não participaram               |
| Total de votos válidos     | Total de votos válidos     | 270.580                       | 100,00%                       | 268.551                        | 100,00%                        |
| Votos apurados             |                            |                               |                               |                                |                                |
| Votos válidos              | Votos válidos              | 270.580                       | 94,17%                        | 268.551                        | 94,67%                         |
| Votos em branco            | Votos em branco            | 6.036                         | 2,10%                         | 4.753                          | 1,68%                          |
| Votos nulos                | Votos nulos                | 10.708                        | 3,73%                         | 10.368                         | 3,65%                          |
| Total de votos apurados    | Total de votos apurados    | 287.324                       | 100,00%                       | 283.672                        | 100,00%                        |
| Eleitores                  |                            |                               |                               |                                |                                |
| Comparecimento             | Comparecimento             | 287.324                       | 84,04%                        | 283.672                        | 82,97%                         |
| Abstenções                 | Abstenções                 | 54.584                        | 15,96%                        | 58.236                         | 17,03%                         |
| Total de eleitores         | Total de eleitores         | 341.908                       | 100,00%                       | 341.908                        | 100,00%                        |
| Total de seções: 971       |                            |                               |                               |                                |                                |